# Ulrich Greifelt
Ulrich Greifelt (Berlijn, 8 december 1896 - Landsberg am Lech, 6 februari 1949) was een SS-officier tijdens het nazi-regime in Duitsland. Hij is schuldig bevonden aan oorlogsmisdaden en is gestorven in de gevangenis van Landsberg.

## Leven
Greifelt werd geboren te Berlijn in het jaar 1896 als zoon van een apotheker. Hij sloot zich in 1914 aan bij het Duitse leger. Na het einde van de Eerste Wereldoorlog klom hij op tot de rang van Oberleutnant en kreeg hij het gezag over een vrijwilligersdivisie in het Duitse leger. In 1933 werd Greifelt lid van de NSDAP. Hij sloot zich in 1933 ook aan bij de SS en werd benoemd tot tweede luitenant. Hij werkte zich snel op: eerst tot generaal-majoor (1941), daarna tot Obergruppenführer en uiteindelijk tot personeelschef van de SS. Deze functie bekleedde hij van november 1941 tot mei 1945, toen hij gearresteerd werd door de geallieerden. Op 10 maart 1948 veroordeelde een Amerikaans militair gerecht hem in Neurenberg tot levenslange opsluiting voor misdrijven tegen de menselijkheid, oorlogsmisdrijven en deelname aan een criminele organisatie.
Op 6 februari 1949 overleed Greifelt aan de gevolgen van een hartaanval. 

## Carrière
Wittmann bekleedde verschillende rangen in zowel de Allgemeine-SS als Waffen-SS. De volgende tabel laat zien dat de bevorderingen niet synchroon liepen.
| Datum                                                            | Deutsches Heer                   | Reichwehr         | Allgemeine-SS         | Politie                       |
| ---------------------------------------------------------------- | -------------------------------- | ----------------- | --------------------- | ----------------------------- |
| Augustus 1914                                                    | Fahnenjunker (aspirant-officier) | —                 | —                     | —                             |
| September 1914                                                   | Unteroffizier                    | —                 | —                     | —                             |
| Maart 1915                                                       | Fähnrich                         | —                 | —                     | —                             |
| 14 juli 1915 (met Patent van 2 augustus 1914 - 10 augustus 1914) | Leutnant                         | —                 | —                     | —                             |
| 31 maart 1920                                                    | —                                | Oberleutnant a.D. | —                     | —                             |
| 6 juli 1933                                                      | —                                | —                 | SS-Sturmführer        | —                             |
| 31 juli 1933                                                     | —                                | —                 | SS-Obersturmführer    | —                             |
| 15 november 1933 (met ingang van 9 november 1933)                | —                                | —                 | SS-Sturmhauptführer   | —                             |
| 5 februari 1934 (met ingang van 30 januari 1934)                 | —                                | —                 | SS-Sturmbannführer    | —                             |
| 12 juni 1935 (met ingang van 1 juni 1935)                        | —                                | —                 | SS-Oberturmbannführer | —                             |
| 30 januari 1936                                                  | —                                | —                 | SS-Standartenführer   | —                             |
| 20 april 1937                                                    | —                                | —                 | SS-Oberführer         | —                             |
| 18 november 1939 (met ingang van 9 november 1939)                | —                                | —                 | SS-Brigadeführer      | —                             |
| 1 augustus 1941                                                  | —                                | —                 | SS-Gruppenführer      | —                             |
| 15 augustus 1942                                                 | —                                | —                 | —                     | Generalleutnant in de politie |
| 30 januari 1944                                                  | —                                | —                 | SS-Obergruppenführer  | Generaal in de politie        |

## Lidmaatschapsnummers
- NSDAP-nr.: 1 667 407 (lid geworden 1[9] april 1933[3][4])
- SS-nr.: 72 909 (lid geworden 18 juni 1933[9][4])

## Decoraties
Selectie:
- IJzeren Kruis 1914, 1e Klasse en 2e Klasse[12][3]
- Kruis voor Oorlogsverdienste, 1e Klasse (20 april 1942)[3] en 2e Klasse met Zwaarden[12][3]
- Gewondeninsigne 1918 in zwart[12][3]
- Insigne voor Observatieofficieren uit Vliegtuigen[3]
- Ereteken voor Duitse Volkshulp, 2e Klasse[3]
- Erekruis voor Frontstrijders in de Wereldoorlog[12]
- Julleuchter der SS op 16 december 1935[3]
- Duits Olympisch Ereteken, 2e Klasse op 23 december 1936[3]

- Gemeinsame Normdatei: 1024837416
- International Standard Name Identifier: 0000 0000 5405 7716
- Library of Congress Control Number: no2008163048
- Nationale Bibliotheek van Israël: 987010857221705171
- Virtual International Authority File: 4758653
- WorldCat: E39PBJmpc6hTpC7tjjPyB3rDv3